# Populär Historia
Populär Historia är en månatlig svensk populärvetenskaplig tidskrift med inriktning på historia  som har givits ut sedan 1991.

## Allmänt
Tidningen gavs från starten ut år 1991 ut av förlaget Historiska Media och redaktionen hade sitt säte i Lund i Skåne, men från och med november 2010 har utgivningen övertagits av LRF Media och redaktionen flyttade strax därefter till Malmö. Någon gång under mitten av 2016 tog Bonniers över ägandet. En av tidningens grundare, Erik Osvalds, var från starten chefredaktör och ansvarig utgivare, men när han lämnade posten 2005 övertogs den av Magnus Bergsten, som har innehaft den sedan dess. Senare blev Jacob Wiberg chefredaktör och Bergsten ansvarig utgivare. Upplagan uppgick till 33.100 exemplar 2010. Medverkande i tidningen är historiker, med olika grad av professionalitet, från universitet och andra institutioner runtom i Sverige, vissa återkommande, andra mer sporadiskt förekommande. 2004 blev tidskriften utnämnd till "Årets tidskrift" i kategorin populärpress av branschorganisationen Sveriges Tidskrifter.

## Omfattning
- 1991-1998 utkom tidningen med sex nummer om året (Premiäråret 1991 utkom endast fyra nummer, eftersom utgivningen påbörjades i juni och man inte hann med fler).
- 1999-2003 utkom tidningen med åtta nummer om året.
- 2004-2006 utkom tidningen med tolv nummer om året, där nummer 7 och 8 var sammanslagna till ett dubbelnummer, vilket innebar elva tidningar om året.
- Från 2007 utkommer tidningen med tolv nummer om året, där nummer 7 och 8 inte är sammanslagna, utan det alltså ges ut tolv tidningar per år.

- 1991-1998 hade tidningen A4-format (297x210 mm) och var häftad.
- Från 1999 är formatet minskat till 280x210 mm och tidningen är limmad.

## Den första utformningen
Den 1 juni 1991 utkom det allra första numret, efter en längre tids planering av upphovsmännen Erik Osvalds (chefredaktör och ansvarig utgivare), Björn Andersson (produktionschef) och Sven Rosborn. Ytterligare en av initiativtagarna och tillika den, som skrev den allra första artikeln (efter krönikan och de historiska nyheterna) i detta nummer, var Folke Schimanski.
Från början bestod tidningen av 64 sidor och hade en mycket likartad uppställning, vilken var följande:
- Innehållsförteckning med en liten Ledare om det aktuella numrets innehåll och dess sammankoppling med aktuella händelser.
- Krönika, där någon utvald historiker kunde göra ett debattinlägg.
- Historiska nyheter, rörande nya arkeologiska fynd eller andra historiska saker, som var i ropet för tillfället.
- Artiklar av varierande längd och innehåll, ibland använda som bakgrund till aktuella händelser, ibland endast som "underhållande och informativ läsning".
- Intervju, vanligtvis med någon som kommit med nya rön inom något historiskt forskningsområde.
- Kalendariet med meddelanden om aktuella museiutställningar.
- Frågor & svar med frågor inskickade av läsarna, besvarade av olika experter inom respektive ämne.
- Bokrecensioner med beskrivning och bedömning av nya böcker med historisk anknytning.
- Korsord med något historiskt tema i ledorden och med vissa historiska ledtrådar, annars utformat som ett vanligt korsord.

### Reklam
Liksom många andra tidningar kommer en del av tidningens intäkter från reklam och av de 64 sidor, som tidningen till största delen bestod av från början upptogs 12-14 sidor av reklam. Några få gånger var den insprängd i artiklarna, men för det mesta var den placerad mellan dem. Mycket av reklamen var också anpassad för att locka läsarna, genom att anspela på något historiskt. Ganska snart började reklam för historiska böcker, resor eller museiutställningar uppträda och bli ett återkommande tema.

## Tidiga förändringar
Från och med nummer 3 1992 ändrades logotypen på framsidan något och från och med nummer 5 1992 minskades antalet sidor till 56 för ett tag. Nästa stora förändring kom med nummer 6 1993, då följande förändringar i uppställningen infördes:
- Sidantalet utökades åter till 64
- Innehållsförteckning, som nu fick en hel sida och därmed blev lite luftigare.
- Ledare, som alltså fick en egen sida, skild från innehållsförteckningen.
- Historiska nyheter satt fortfarande i början av tidningen.
- Artiklar upptog största delen av tidningen och fortsatte att vara lika varierande som förut.
- Frågor & svar där man som vanligt besvarade läsarnas frågor (tre till fem stycken per nummer).
- Kalendariet med meddelanden om aktuella museiutställningar fortsatte som vanligt.
- Ytterligare en artikel, som man alltså lade in mellan "mittensektionen" (Frågor & svar och Kalendariet) och "slutsektionen" (Intervjun, Bokrecensionerna och Korsordet).
- Intervju återfanns, som vanligt i slutet.
- Även Bokrecensionerna fanns kvar här.
- Korsordet låg, som vanligt i slutet och utgjorde en paus i läsandet.
- Krönikan flyttades till slutet och döptes om till Debatt.
- Ett uppslag med postorderbeställning av historiska böcker och tidigare nummer av tidningen infördes allra sist.

### Förändringarnas omfattning och innebörd
Som synes en hel del förändringar, men ändå mycket likartad uppställning. Ytterligare mindre förändringar skedde i och med nummer 3 1994, då grafiken på återkommande rubriker (Historiska nyheter, Frågor & svar samt Bokrecensioner) förändrades och även några mindre layoutförändringar skedde. I nummer 2 1995 var den sista debatten med, varefter denna punkt försvann och istället (i nummer 4 samma år) ersattes med en sida med Läsarforum, där läsarna kunde rätta felaktigheter i tidigare nummer samt komma med påpekanden, ris och ros. Saker och ting började även bli lite mer flytande i mitten, så att punkterna Frågor & svar, Kalendariet, Intervju och artiklarna där omkring kunde byta ordning från nummer till nummer. I övrigt behölls den mycket strikta ordningen fram till den stora förändringen 1999.

### 1996
Under 1996 började man experimentera en del med färg och form. Fler och fler bilder blev i färg snarare än svartvitt, små faktarutor fick färg istället för att vara gråa. Till en början var den bild som fanns på första sidan av sektionerna Historiska nyheter och Frågor & svar i färg, medan övriga bilder i sektionen var i svartvitt. Detta började emellertid förändras under 1997. Man bibehöll emellertid samma sidantal för de olika sektionerna Historiska nyheter, Frågor & svar, Bokrecensioner (tre sidor var), Kalendariet (två sidor) och Intervju (fyra sidor) och fyllde ut tomrum i dem med bilder. Bland annat fanns det nästan alltid en bild av framsidan på de böcker som recenserades och dessa var i färg någon enstaka gång, men för det mesta i svartvitt. I övrigt anpassades artiklarna, så att dessa övriga sektioner alltid kunde vara lika långa och därmed passa in på ungefär samma ställe (det vill säga omkring samma sida) i tidningen, eftersom dess storlek och totala sidantal aldrig ändrades.

### 1997-1998
Under 1997 fortsattes de små förändringarna bland annat i nummer 1 det året, då postordersidan utökades och flyttades till att bli ett löstagbart, fyrsidigt ark i mitten av tidningen. Informationssidan om innehållet i nästa nummer förändrades också, till att visserligen minska från tre till två förhandstittar på kommande artiklar, men å andra sidan kompletteras med en bild, i färg. Till och från började även artikelrubriker bli i färg, mot att tidigare enbart ha varit svarta.
Under 1997 började också Internet göra sitt insteg i tidningen. Den fick en egen webbplats, där länkar och fler historiska nyheter och artiklar samlades, men det märktes också i själva tidningen. Mer och mer började nämligen internettips dyka upp, även om det i samband med artiklarna mest fortsatte att vara tips på böcker i artikelns ämne.
1998 medförde nyheten, att hela tidningen började tryckas i färg, så att det endast var gamla svartvita foton, som trycktes i svartvitt. Från nummer 3 det året fick återkommande rubriker (historiska nyheter, frågor & svar etcetera) också färg, men under denna årgång återgick man å andra sidan, sakta men säkert, till en mycket strikt ordning i slutet av tidningen (att ha kalendariet insprängt bland artiklarna, men frågor & svar efter dem samt intervjun efter frågorna och bokrecensioner och läsarforum sist). Allt detta kom dock att ändras under den stora förändringen 1999. Man införde också rubriken Jubileum, där något jämnt jubileum togs upp (under 1998 till exempel 350-årsminnet av Westfaliska freden).

### Artikelregister
Från och med 1993 medföljde i nummer 1 varje år ett register över införda artiklar i föregående årgångs tidningar. Första gången detta register fanns med (nummer 2 1993) behandlade registret 1991-1992, men under följande år fanns det alltid med i nummer 1 och gällde enbart för föregående år. Från och med 2004 avskaffades detta register (det sista var alltså för 2003), eftersom alla artiklar nu finns listade på webbplatsen.

### Resor
Redan tidigt anordnades historiska resor i tidningens regi. De kunde variera i tid från två-tre dagar till två veckor och hade ofta ett mycket späckat program, där de som följde med guidades av någon av tidningen anlitad kunnig historiker, i den stad eller det område, som utgjorde det aktuella resmålet. Som avkoppling från det historiska turistandet gavs man i samband med dessa resor också vissa möjligheter att gå på teaterföreställningar eller konserter i de städer man besökte.

## Den stora omdaningen
Från och med nummer 1 1999 infördes en mängd stora förändringar. Vad gällde omfånget infördes följande:
- Antalet nummer ökade från sex till åtta per år.
- Antalet sidor ökade från 64 till 72 per nummer.
- Formatet minskade från 297x210 millimeter till 280x210 millimeter, samtidigt som tidningen övergick från att ha varit häftad till att bli limmad, eftersom den nu fick en rygg, där man också kunde skriva de rubriker, som förekom på framsidan. Logotypen på framsidan förändrades också.

Uppställningen inne i tidningen förändrades också helt mot tidigare och såg ut på följande vis:
- Ledare
- Innehållsförteckning
- Läsarforum
- En artikel
- Aktuellt (Historiska nyheter)
- En till tre Fokusartiklar
- Artiklar
- Kalendariet (Aktuella museiutställningar)
- Artiklar
- Panelen (Frågor & svar)
- Ytterligare en artikel
- Nya böcker (Bokrecensioner)
- Korsord

### Inledning
Nya typsnitt infördes samt att vissa artiklar var skrivna med två spalter per sida (tidigare hade de alltid varit skrivna i tre spalter). Innehållsförteckningen förändrades också, på så vis att den tidigare hade varit strikt kronologisk och följt tidningens innehåll från första till sista sidan. Nu gjordes den trespaltig, där första spalten presenterade Fokusartiklarna, andra spalten övriga artiklar och tredje spalten återkommande rubriker (såsom ledare, forum, kalendarium etcetera). Att inleda med läsarforumet kan av många ha setts som en kontinuitetsförbättring, eftersom detta i princip alltid återkopplade till tidigare nummer. Den därpå följande artikeln blev något av en rivstart, jämfört med den mjukstart av tidningen, som de korta notiserna som det historiska nyheterna utgjorde, hade varit under tidigare år. Anmärkningsvärt är också, att just dessa från och med nu blev fler, från att ha varit fem-tio stycken till att nu vara omkring femton.

### Fokus
En stor nyhet som infördes var Fokus. Detta innebar, att man i början av tidningen, efter de historiska nyheterna, fokuserade på något ämne i två eller tre olika artiklar, gärna, men inte alltid, skrivna av olika författare. Man kunde då beskriva ämnet utifrån olika synvinklar. Först ut var till exempel fokus på Finland, där den första Fokusartikeln behandlade de svenska korstågen mot landet på 1100-talet och den andra den finska frihetskampen mot Ryssland i början av 1900-talet. Man hade tidigare gjort detta vid några enstaka tillfällen (ett tydligt exempel är nummer 2 1995, då man, med anledning av, att det var 50 år sedan andra världskrigets slut, hade två artiklar om krigsslutet), men nu blev det alltså standard.

### Historiska resmål
Redan i nummer 1 1999 infördes en typ av artikel som kallades historiska resmål. Detta innebar, att någon plats i världen beskrevs utifrån sina historiska sevärdheter (komplett med karta), för dem, som eventuellt skulle vilja besöka platsen under semestern och därmed skulle kunna använda tidningen som en miniguide. Därför avslutades dessa artiklar med små notiser om priser för kost och logi med mera på den aktuella platsen, lite som i ett resemagasin.

### Snabba förändringar
Redan under samma år, som den stora omdaningen skedde (1999) kunde man märka, att redaktionen inte ämnade vara så strikt fast vid det mönster de hade börjat med, som man hade varit under tidigare år. Naturligtvis inkom en hel del reaktioner och synpunkter (både positiva och negativa) på denna stora förändring och detta gick inte obemärkt förbi. Nummer 5 det året utgjorde något av ett specialnummer. Då hade man nämligen, istället för Fokus, något man kallade Millenniespecial, där man i elva artiklar såg tillbaka på det senaste årtusendet, inför det stundande millennieskiftet. Man skildrade då hela årtusendet i en första artikel och sedan varje århundrade från 1000-talet och framåt i de tio följande. Detta var visserligen unikt för detta nummer (som med anledning av detta också fick 80 sidor), men man införde också en del stående förändringar. I och med den stora omdaningen hade Intervjun försvunnit; denna återinfördes nu i en något annorlunda form under rubriken Hallå där..., varvid någon person lite kort intervjuades i telefon, istället för som tidigare vid ett personligt möte. Med nödvändighet blev denna form av intervju kortare och den placerades i anslutning till de historiska nyheterna. Man tog också bort korsordet för ett tag och ersatte det med en tipsrad.

### 2000
Korsordet skulle dock återkomma i nummer 2 2000, då ytterligare en nyhet infördes, nämligen Vem är det?. Detta var en beskrivning av någon historisk person, som man skulle komma fram till, genom de ledtrådar som gavs. Det var dock ingen tävling att skicka in svar på, utan endast ett litet test, vars lösning kom i nästa nummer. Under 1999 och framförallt 2000 började också innehållet bli mer flytande, så att det i slutet (efter bokrecensionerna) kunde ligga ytterligare en artikel. Från och med nummer 6 1999 lade man några av de historiska nyheterna allra sist i tidningen, så att de alltså fanns både i början och slutet.
I nummer 4 2000 började man med ytterligare en liten nyhet, nämligen att i slutet, vid korsordet och Vem är det? lägga miniserier, vilket innebar småartiklar på en halv sida, som handlade om samma ämne i nummer efter nummer. Först ut var till exempel en serie om personer, som under historiens gång hade försökt bli odödliga. Detta var som sagt en serie, som återkom i ett antal nummer, för att sedan försvinna och ersättas med en annan serie eller något annat. En annan sak, som infördes i samma nummer (4 2000) var dock något, som kom för att stanna, nämligen rubriken Fotografiet, även om det inte kallades så, när det infördes, utan inte hade något särskilt namn. Detta innebar, att ett mer eller mindre känt fotografi visades mot svart bakgrund på en och en halv sida. Den återstående halva sidan av detta uppslag fylldes av en text om situationen på bilden och dess bakgrund.
Återigen började saker och ting bli mer och mer flytande, eftersom de historiska nyheterna kunde delas upp, så att visserligen en del alltid låg på någon eller några av sidorna 11-13, men att det sedan kunde komma några fler i mitten eller i slutet, varvat med artiklar, frågor & svar samt bokrecensioner (vilka dock behöll sin plats i slutet av tidningen), med olika upplägg från nummer till nummer.

### 2001
2001 fyllde tidningen tio år och detta utlovade man skulle firas på flera sätt. Framförallt skedde detta genom diverse tävlingar, men man införde också några små förändringar. Till att börja med infördes i nummer 1 det året en ny avdelning, rubriken Antikt & unikt. Detta var ett uppslag om olika historiska föremål, som hade sålts på auktion, ställdes ut på museum eller på annat sätt hamnat i fokus på sistone.
I nummer 4 detta år fanns det sista Fotografiet för ett tag med (det skulle emellertid återkomma i nummer 5 2002), men man fortsatte ständigt att utveckla tidningen. Under vinterhalvåret 2001-2002 lät man till exempel de svenska partiledarna eller partisekreterarna, inför valet 2002 skriva om sina historiska förebilder. Under sommaren lanserade man också, i samarbete med sitt förlag Historiska media, webbplatsen Historia.nu, där man samlade alla de artiklar, som hade publicerats i tidningen, vilka man som prenumerant kunde få tillgång till genom en kod, som uppdaterades regelbundet och skickades med varje nytt nummer. (Numera motsvarar adressen www.historia.nu endast en omdirigering till tidningens egen webbplats, med de båda huvudadresserna www.popularhistoria.se eller www.pophist.se.)

### 2002-2003
Under detta år tog chefredaktören Erik Osvalds det första steget mot att avsluta detta jobb och istället bli VD för Historiska media (vilket han blev under 2005), i det att även redaktionschefen Magnus Bergsten började skriva ledarna i början av tidningen (från nummer 1 det året). Tidigare hade denna uppgift uteslutande tillfallit Erik Osvalds.
I nummer 5 detta år återkom, som tidigare nämnts, avdelningen Fotografiet, samtidigt som man införde en nygammal avdelning, nämligen den gamla Krönikan, som hade funnits med vid starten 1991, men 1993 döpts om till Debatt och avskaffats helt 1995, återkom i slutet av tidningen under rubriken Perspektiv. Här skulle alltså historiker kunna göra ett debattinlägg om något aktuellt historiskt ämne.
2003 medförde inte några större förändringar, förutom att man helt förändrade webbplatsen utseende och upplägg, så att man nu där samlade databasen med alla gamla artiklar, istället för på adressen historia.nu, där de legat tidigare. Innan den andra omdaningen 2004 hade tidningen därmed i början av 2000-talet fått följande uppställning:
- Från redaktionen (ledare)
- Innehåll
- Forum (brev från läsarna)
- En artikel (vanligtvis om nya forskningsrön)
- Aktuellt (historiska nyheter i form av korta notiser)
  - Hallå där... (en kort intervju med en i historiesammanhang aktuell person)
- En till tre Fokusartiklar (olika perspektiv och synvinklar på ett ämne)
- Antikt & unikt (korta notiser om olika föremål, som av någon anledning var aktuella just då)
- Artiklar
- Fotografiet (ett uppslag med ett känt eller okänt fotografi samt historien kring det)
- Artiklar
- Panelen (svar på läsarnas inskickade historiska frågor)
- Artiklar
- Kalendariet (aktuella museiutställningar i Sverige)
- Artiklar
- Nya böcker (recensioner av ny historisk litteratur)
- Perspektiv (debattinlägg av någon historiker i något för honom/henne intressant eller aktuellt ämne)
- Korsord
- Vem är det? (liten gissningslek med beskrivning av en historisk person)
- En liten artikel i en artikelserie (under flera år om Vardagsprylar)
- Nästa nummer (små notiser om tre ämnen, som skulle tas upp i nästa nummer)

Insprängt här och var fanns sedan reklam, mest om historiska saker, såsom nya böcker, resor eller museer.

## Den andra omdaningen
2004 infördes en rad förändringar, vilket framförallt, för att citera ledaren i nummer 1 det året, inbegrep "ny och fräsch formgivning". Man gjorde nämligen en översyn av grafiken och förändrade den på ett flertal punkter. Tidningens omslag förändrades till glansigare papper och logotypen på utsidan byttes också ut. En annan mycket stor förändring var att utgivningstakten också ändrades, till att bli 12 nummer om året. För att även redaktionen och tidningens medarbetare skulle få semester under sommaren gjorde man emellertid nummer sju och åtta till ett kombinerat, extratjockt sommarnummer, som utkom i slutet av juni, följt av nummer nio i början av september. Naturligtvis förändrades innehållet också, med en del nyheter och omstuvningar, enligt följande:
- Från redaktionen (Ledare)
- Innehåll uppdelat på rubrikerna Då & Nu, Artiklar (med Fokus överst) och Återkommande
- Forum (Brev från läsarna)
- Då & nu (Historiska nyheter)
  - Hallå där...
  - Aktuell forskning (Liten notis om nya forskningsrön)
  - Vem är det?
  - Fotografiet
  - Månadens föremål (En ersättning för avdelningen Antikt & unikt och artikelserien Vardagsprylar, vilken dock inte behandlade vardagssaker, utan mer ovanliga saker)
- En till tre Fokusartiklar
- Artiklar
- På gång (Aktuella museiutställningar)
- Läsarfrågor
- Korsord
- Recensioner av ny historisk litteratur
- Webbinfo om tidningens webbplats
- Perspektiv (Debattinlägg från en historiker i någon historisk fråga)
- Nästa nummer (Information om några ämnen i nästa nummer)

Man hade nu återgått till en till formen liknande uppställning som de första årens tidningar, i det att man hade artiklarna samlade efter varandra och inte, som man hade haft i 1999-2003 års format, artiklar varvade med alla andra avdelningar. Denna gång ändrades inte sidantalet, utan låg kvar på 72, förutom att dubbelnumret 7-8 inte fick dubbla antalet (144) utan 96 sidor.

### Då & Nu
Detta var en av de mest märkbara nyheterna. Efter Ledarens, Innehållsförteckningens och Forumets en sida var upptog denna avdelning sju sidor. De fyra första upptogs av historiska nyheter, där spalten med Hallå där... (miniintervju med någon ur historiskt perspektiv aktuell person) och den lilla rutan Vem är det? (gissningsleken, där en historisk person efterfrågades) fanns inkluderade. Den lilla nyheten här var den lilla rutan Aktuell forskning, som berättade just om nya forskningsrön på något historiskt område.
Efter dessa fyra sidor kom, fortfarande under rubriken Då & Nu den välkända avdelningen Fotografiet, dock med några förändringar. Den var fortfarande på ett uppslag, där själva bilden upptog en och en halv sida och den sista halvsidan upptogs av historien bakom den. Nyheterna var dock, att det hela nu inte var svarta sidor med vit text, utan svart text mot ljusbeige bakgrund. Dessutom fick det nu verkligen heta Fotografiet (tidigare hade det inte haft något särskilt namn alls).
Sista sidan av Då & Nu upptogs av nyheten Månadens föremål, en liten historia kring något historiskt föremål, som av någon anledning var aktuellt (till exempel att det fanns med i någon pågående utställning).

### Övrigt innehåll
I övrigt var det mesta sig likt i själva uppställningen - det var framförallt det grafiska, som hade förändrats. Fokusartiklarna följde efter den inledande kortnotiserna och först ut i det nya formatet var fokus på Karl XIV Johan. Efter dessa var som sagt alla artiklar samlade efter varandra, emellertid utan reklam emellan. Över huvud taget hade under senare år reklamen minskat. Det var mest reklam för historisk litteratur från tidningens eget förlag Historiska Media och museer. I nummer 1 2004 var till exempel reklam för Hästens sängar den enda, som uttalat inte var "historisk".
Efter artiklarna följde så det gamla Kalendariet (om aktuella museiutställningar), vilket nu hade döpts om till På gång och minskat från två till en sida. Läsarfrågorna och Korsordet var som vanligt, medan man på bokrecensionerna hade tagit bort de små notisartade recensionerna, men samtidigt återinfört det man hade haft fram till 1998, nämligen att ha med en liten bild av den recenserade bokens framsida.
En nyhet var den därefter följande sidan med Webbinfo, där tidningens webbredaktör Anna Larsdotter skrev en sida om aktualiteter på sajten. Här fanns också den kod på tre bokstäver och fyra siffror, som man behövde, för att få tillgång till alla artiklar som fanns lagrade på sajten och som från och med nu byttes varje månad.

### 2004-2005
Man gjorde inga förändringar under 2004, förutom i det sista numret det året, då sidan med webbinfo försvann. Den uppställning och layout man hade gjorde ändock, att tidningen renderades priset Årets tidskrift 2004. Motiveringen, som lästes upp på en gala på Cirkus i Stockholm den 26 oktober det året, löd: "En tidskrift som står över alla trender men känns helt rätt i tiden. Den är välgjord, snygg, strukturerad och journalistiskt professionell samt passar väl in i den historiska trend som väckts tack vare kända journalister och författare. En tidskrift som både roar och lär.". Som Erik Osvalds också skrev sporrade detta medarbetarna till att utveckla tidningens innehåll, vilket gjordes redan i nummer 1 2005, då två små förändringar infördes. Dels utökades avdelningen På gång från en till två sidor, där den första behandlade kommande historiska program och eller filmer på DVD och TV samt i radio. Den andra sidan handlade som vanligt om aktuella museiutställningar. Man införde också några fler bokrecensioner i det att en spalt bland dessa upptogs av korta recensioner på bara några rader.
Nummer 3 2005 var det hundrade numret sedan starten 1991 och med detta tackade chefredaktör Erik Osvalds för sig. Han överlämnade denna tjänst till redaktionschef Magnus Bergsten, för att bli VD för tidningens publikationsföretag Historiska Media istället. Som han skrev i det numrets ledare (vilken alltså blev hans sista), borgade chefredaktörbytet för "både kontinuitet och förnyelse", eftersom Bergsten då hade varit en del av redaktionen i tio år. Förändringarna, små men markanta, lät inte vänta på sig. Redan i samma nummer infördes en ny avdelning under rubriken Då & Nu, nämligen en miniserie om svenska regenter, med texter hämtade ur Bengt Liljegrens bok Regenter i Sverige (utgiven 2004). Denna avdelning kallades Kungligt i korthet och placerades efter Månadens föremål.
I nästa nummer (4 2005) följde fler förändringar. Ledaren och innehållsförteckningen bytte plats och innehållsförteckningen utökades till två sidor, varvid den kunde illustreras med stora, informativa bilder. Samtidigt bytte ledaren namn från Från redaktionen till Chefredaktören. På grund av denna rockad fick Forum- och hela Då & Nu-avdelningen flyttas fram två sidor, medan det totala sidantalet inte utökades. Övrigt innehåll fick alltså lite mindre utrymme.
Nummer 5 samma år blev något av ett unikum i tidningens historia, då alla artiklar ägnades åt samma ämne (andra världskrigets slut 1945 ur olika aspekter). Det hade föregåtts av en artikelserie (något som också är ovanligt) där kriget beskrevs år för år. Det var endast avdelningarna runt omkring, som ägnades åt andra ämnen (även om också det numrets Perspektiv handlade om krigsslutet). Detta tema skulle dock visa sig inte vara så unikt, eftersom nummer 11 det året också innehöll ett tema, denna gång på stormaktstiden.

### 2006
2006 var det dags för nästa femårsjubileum i det att tidningen fyllde 15 år. Det utlovades, att detta skulle firas på olika sätt, framförallt återigen med olika tävlingar, men även med förändringar i tidningens innehåll och utformning. Redan under hösten 2005 påbörjades detta, i och med att webbplatsen gavs nytt utseende och från nummer 1 detta år byttes den lilla artikelserien Kungligt i korthet (med små korta texter om svenska regenter) ut mot en likadan om Svenska politiker.
Än större förändringar infördes i nummer 3 2006. Avdelningen Då & Nu utökades med ett uppslag i mitten, där en historisk nyhet av lite längre format infördes. Vanligtvis var de historiska nyheterna endast korta notiser, men denna (som inte fick något särskilt namn) blev en och en halv sida lång, varvid man kunde fylla den sista halvsidan på detta uppslag med andra historiska notiser. På nästa sida infördes också den lilla rubriken Nya avhandlingar där tre nyligen framlagda universitetsavhandlingar med koppling till historia presenterades på några få meningar. Dessa upptog emellertid endast en fjärdedels sida, varför avdelningen Aktuell forskning, som kom därunder, kunde bli aningen större än tidigare.
Från och med numret därpå lade man vid ledaren till en liten faktaruta om någon av tidningens medarbetare, för att på så sätt presentera dem lite närmare än tidigare. Tidningen var också under ständig utveckling och förändring, vilket bland annat i nummer 9 detta år visade sig genom att serien Svenska politiker togs bort, för att ge plats åt en hel sida med en nygammal avdelning, som åter kom till heders, nämligen Krönikan. Den var dock något annorlunda utformad mot de första åren, då den inte var ämnad för vem som helst, utan man hade tre olika författare (Maja Hagerman, Anders Björnsson och Jenny Björkman), vilka turades om att skriva den.
I nummer 11 detta år kom nästa nyhet, nämligen extramaterial. Vid vissa artiklar fanns en liten notis om att det fanns "extramaterial" till den på webbplatsen. Detta extramaterial bestod i gamla artiklar från tidigare nummer, som hade särskild sammankoppling med artikelns ämne och var alltså ett sätt att ta reda på mer.

### 2007-2008
Ända från början hade tidningen varit en tidskrift, som förändrades med tiden. 2007 utgjorde inget undantag från denna regel, då redan det första numret det året bjöd på en del förändringar. I ledaren meddelades det, att sommarens dubbelnummer 7-8 från och med detta år skulle vara uppdelat på två tidningar, så att antalet tidningar per år nu skulle bli tolv. Den lilla persongåtan Vem är det? byttes ut mot en liknande platsgåta, kallad Var är vi?, där man alltså utifrån olika ledtrådar efterfrågade en plats istället för en person.
Under Frågor & svar-sektionen infördes den lilla rutan Frågor i tiden. Detta innehöll en historisk fråga, som inte var ställd av någon privatperson och hade mer allmän karaktär än de ofta mycket specificerade frågor, som läsarfrågorna brukade vara (i detta nummer löd frågan till exempel "Varför firar vi nyår?"). Den försvann dock i slutet av samma år (det sista nummer den var med i var nummer 11 2007). Slutligen försvann avdelningen Perspektiv ur tidningen och ersattes av en artikelserie i tio delar om svenska historiker, vilken gick från nummer 1 till nummer 10 detta år. När den var slut ersattes den av ytterligare en artikelserie i tio delar om Svenska fornminnen, som alltså sträcktes sig till nummer 8 2008.
I nummer 2 2007 infördes ytterligare en liten notisruta under Då & Nu, nämligen historisk information om ett namn, som hade namnsdag under den period tidningen var ämnad för (i februarinumret hette rutan alltså Namn i februari etcetera).
Dubbelnumret 7-8 var alltså uppdelat på två tidningar och inför denna förändring infördes några andra små ändringar, så att det skulle gå så smärtfritt som möjligt, när det nu alltså inte skulle bli något uppehåll under sommaren. I nummer 6 2007 meddelades det nämligen dels, att insändarsidan skulle göra ett sommaruppehåll, dels hade avdelningen Fotografiet, som hade funnits med sedan 1999, blivit granne med en ny, lika lång, avdelning om Historiska städer, där Kraków var först ut.
I nummer 9 detta år utökades sektionen På gång (som redan innehöll Medier och Museer) med ytterligare en sida, som behandlade Böcker och författare.
2008 medförde inga större förändringar, men när artikelserien om Svenska fornminnen tog slut efterföljdes den av en ny om Svenska varumärken.

## Pris
Priset för ett lösnummer har varierat mellan 40 och 69:90 kronor och ligger för närvarande (februari 2025) på 69:90 kronor. Lösnummer har kostat enligt följande tabell:
- 1991 – 40 kronor
- 1992 – 44 kronor
- 1993–1995 – 48 kronor
- 1996–1997 – 49 kronor
- 1998 – 53 kronor
- Nr. 1–5/1999 – 58 kronor
- Nr. 6/1999–2000 – 49 kronor
- 2001 – 54 kronor
- 2002–Nr. 8/2006 – 49 kronor, där dubbelnumret 7–8 kostade 55 kronor
- Nr. 9/2006–2008 – 54 kronor
- 2009–2010 – 57 kronor
- Nr. 1–10/2011 – 59:90 kronor
- Från nr. 11/2011 – 69:90 kronor